# Ch’ŏngch’ŏn-gang
Ch’ŏngch’ŏn-gang (kor. 청천강, Chongchon, Ch'ongch'on) – rzeka w Korei Północnej, jej długość wynosi 217 km, a powierzchnia dorzecza 9 553 km². Źródło rzeki znajduje się w górach Rangrim, w prowincji Chagang, natomiast ujście do Morza Żółtego w okolicach Sinanju. Rzeka przepływa obok gór Myohyang-san oraz przez miasto Anju w prowincji P’yŏngan Południowy.
Podczas wojny koreańskiej nad rzeką doszło do wielkiej bitwy, zakończonej zwycięstwem Północy.